# Rosoman (Bułgaria)
Rosoman (bułg. Росоман) – wieś w Bułgarii, w obwodzie sofijskim, w gminie Bożuriszte. Według danych szacunkowych Ujednoliconego Systemu Ewidencji Ludności oraz Usług Administracyjnych dla Ludności, 15 czerwca 2020 roku miejscowość liczyła 55 mieszkańców.